# Юнан, Муниб
Муниб Юнан (араб. منيب يونان‎, ивр. מוניב יונאן‎; родился 18 сентября 1950 года, Иерусалим) — лютеранский епископ с 1998 года, и бывший президент Всемирной лютеранской федерации (2010-2017).

## Ранняя жизнь и образование
Муниб Юнан родился в палестинской арабской семье греческой по происхождению, которые перешли в протестантизм.
Он учился на диакона и потом изучал богословие в Финляндии. Он обучался в чине диакона в Лютере Описто (колледже) в Ярвенпяа с 1969 по 1972 годы. Впоследствии Юнан изучал богословие в Хельсинкском университете в 1972-1976 годах, в 1976 году получил степень магистра в области теологии. Он также изучал теологию в Лютеранской школе теологии в Чикаго в 1988 году.
Юнан женат с 1980 года на Суад Якубе из Хайфы, чья семья происходит из Кафр-Бирим. Госпожа Юнан является директором школы Хелен Келлер для слепых в Бейт-Ханине. У них трое детей и несколько внуков.

## Карьера и деятельность
Юнан был рукоположен в церкви Искупителя в Иерусалиме и служил пастырем в Иерусалиме , Бейт-Джале и Рамалле. С 1990 года Юнан занимал пост президента синода ELCJHL. В 1998 году Муниб Юнан был рукоположен в епископы ELCJHL.
Он также возглавлял Совет директоров для LWF, принадлежащего больнице Augusta Victoria в Иерусалиме. Юнан является покровителем Евангелия всадников Иерусалима - мотоциклетного клуба, действующего в сотрудничестве с финской евангелической лютеранской миссией.
Муниб Юнан активно участвовал в ближневосточном Совете церквей, на различных должностях с 1985 года и в настоящее время в качестве президента своей евангелической семьи. В 2004-2010 годах Юнан занимал пост президента (ELCJHL), который во время его президентства единогласно проголосовал за поддержку рукоположения женщин в качестве пасторов. Юнан также является одним из основателей Программы экуменического сопровождения в Палестине и Израиле (EAPPI), с 2002 года являясь председателем Местной справочной группы.
Юнан является соучредителем Совета религиозных учреждений на Святой Земле, в состав которого входят два главных раввина Израиля, главы местных церквей, главный судья Исламского суда в Палестине и другие мусульманские лидеры. В 2006 году Юнан был содокладчиком Иерусалимской декларации о христианском сионизме.
24 июля 2010 года Юнан был избран президентом Лютеранской всемирной федерации (LWF), которая представляет 145 церквей в 79 странах мира, представляющих 70 миллионов христиан. В своей роли президента LWF Юнан продемонстрировал неутомимое лидерство, выступая на лютеранских церковных собраниях на многочисленных условиях на пяти континентах и представлял лютеран в Вселенских дискуссиях. Ранее он работал вице-президентом LWF в азиатском регионе с 2004 по 2009 год.

## Достижения
Юнан является автором двух книг. В свидетельстве о мире: в Иерусалиме и в мире, опубликованном Аугсбургским исповеданием в 2003 году. Юнан представляет исторический и социальный контекст палестинской ситуации, начиная с неизвестной истории арабского христианства и его собственного фона. Он разрабатывает свою собственную теологию ненасилия, в центре которой лежит призыв к свидетельству, прислушиваясь к призыву к правосудия и прощения. Наш общий свидетель: голос за справедливость и примирение, является компиляцией некоторых речей Юнана, проповедей, статей и презентаций на конференциях, которые отражают его проректорский голос. Он также редактировал Аугсбургское исповедание на арабском языке (Emerezian Est., Jerusalem, 1993). Он является автором многих других статей и участником конференций по всему миру.
Юнан также признан лидером межконфессионального диалога и сторонником диалога, мира и гендерной справедливости в Палестине и Израиле.

## Отличительные особенности

### Церковные награды
- Крест Св. Хенрика от Евангелическо-лютеранской церкви в Финляндии (2011)

### Академические успехи
- Почётный доктор из Вартбургского колледжа в штате Айова, США (2001)
- Почетная докторская степень в University of Münster, Германия (2014 г.)

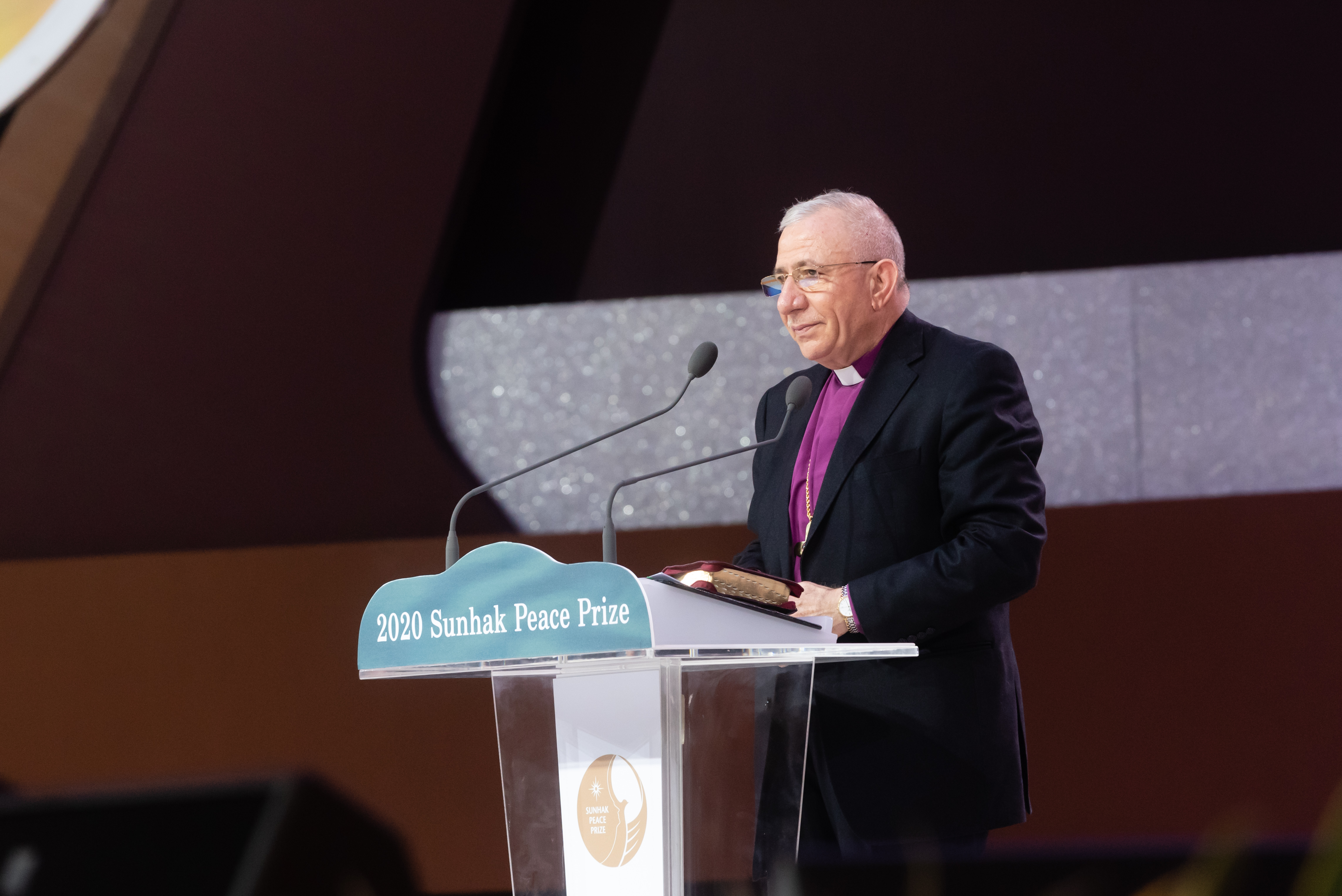
Муниб Юнан, выступление лауреата на церемонии вручения Премии мира Сонхак, Сеул, Республика Корея, 5 февраля 2020 года

### Награды и премии
- Премия мира Сонхак, Сеул, Республика Корея (5 февраля 2020 года)[6] присуждена созидание на ниве межрелигиозной гармонии, за содействие установления добрых отношений между исламом, христианством и иудаизмом на Ближнем Востоке, ведущее к улучшению диалога между католической и протестантской церквями.
- Премия мира, Япония (2017 год)
- Медальон Микаэль Агрикола, Финляндия (2008)
- Приз олимпийцев мира (2007)
- Премия «Вифлеемская звезда» от палестинского президента Махмуда Аббаса (2005)
- Премия Холиландского христианского экуменического фонда (HCEF), Вашингтон, округ Колумбия (2004)
- Премия Бетаниен (Бетани), методистская церковь, Осло, Норвегия (2004)
- Премия в области прав человека от Ассоциации Организации Объединенных Наций, Вашингтон, округ Колумбия (2001 год)
- Финская премия мира от Финского христианского движения за мир (2001)[7]

## См. Также
- Палестинцы-христиане